# Ла Гранж (Илинойс)
Вижте пояснителната страница за други значения на Ла Гранж.
Ла Гранж (на английски: La Grange) е село в окръг Кук, щата Илинойс, Съединените американски щати. Намира се на около 20 км западно от центъра на Чикаго. Населението му е 15 581 души (по приблизителна оценка от юли 2017 г.).

## Население
Населението на града през 2000 г. е 15 608 души, от тях: 91,02 % – бели, 6,02 % – чернокожи, 1,00 % – азиатци, 0,09 % – индианци.
Големи етнически общности през 2000 г. са: 25,2 % – ирландци, 24,8 % – германци, 10,5 % – поляци, 10,2 % – италианци, 9,7 % – англичани.

## Личности
- Сара Уейн Келис (1 юни 1977) – актриса
- Патрик Чованец (14 февруари 1970) – професор
- Тим Стейпълтън (19 юли 1982) – спортист по хокей на лед
- Дейвид Хаселхоф (17 юли 1952) – актьор